# Tröingebergstunneln
Tröingebergstunneln är en järnvägstunnel under stadsdelen Tröingeberg i nordöstra Falkenberg. Tunneln öppnades för trafik 2008, som en del av Västkustbanans nya sträckning förbi Falkenberg. Strax väster om den 1,2 km långa dubbelspåriga tunneln ligger Falkenbergs station.